# Дюбуа, Серафино
Серафино Дюбуа (итал. Serafino Dubois; 10 октября 1817, Рим — 15 января 1899, там же) — известный итальянский шахматист, представитель национальной шахматной школы, один из лучших игроков в Западной Европе в 1850—60-х годах.
Серафино отстаивал принципы итальянской школы на практике, был пропагандистом шахмат в Италии. Автор ряда теоретических анализов посвящённых преимущественно гамбитам. В 1859 году Дюбуа создал журнал «Ривиста делья скакки» (итал. La Rivista degli Scacchi), был инициатором создания итальянского шахматного союза в 1898 году. Поддерживал контакты с русскими шахматистами: переписывался с К. Янишем, играл с И. Тургеневым, Г. Кушелевым-Безбородко, В. Михайловым и другими.

## Спортивные результаты
| Год  | Турнир                            | +  | − | = | Результат | Место   |
| ---- | --------------------------------- | -- | - | - | --------- | ------- |
| 1846 | Серия партий против М. Уэйвила    |    |   |   | 55 из 81  |         |
|      | Серия партий против М. Уэйвила    |    |   |   | 30 из 69  |         |
| 1855 | Серия партий против А. де Ривьера | 22 | 8 | 3 | 23½ из 33 |         |
| 1862 | Международный турнир в Лондоне    | 9  | 4 | 3 | 10½ из 16 | 5 из 14 |
|      | Серия партий против Л. Паульсена  | 2  | 2 | 0 | 2 из 4    |         |
|      | Матч против В. Стейница           | 3  | 5 | 1 | 3½ из 9   |         |

## Книги
- Les pricipales ouvertures du jeu des echecs, Rome, 1845;
- Le principali apeture del guioco di scacchi sviluppate secondo i due diversi sistemi, italiano e francese, Rome, 1868—1873.